# 요크 초콜릿
요크 초콜릿(York Chocolate)은 길고 푹신한 털과 끝이 뾰족한 꼬리를 가진 흔치 않은 미국 고양이 품종이다. 이 품종은 1983년에 설립된 뉴욕주의 이름을 따서 명명되었다. 이 품종은 혼혈의 길고양이들의 색으로 만들어졌다. 이 품종은 고양이 등록소에서 널리 인정받지 못했다. 국제 고양이 협회(TICA), 고양이 애호가 협회(CFA), 국제 고양이 연맹(FIFe)과 같은 주요 기관에서는 인정하지 않았다. 2015년까지 요크 초콜릿의 사육자는 단 한 명뿐이었다. 2016년까지 품종 표준이 기재된 등록부도 없었고, 품종 웹사이트도 없었으며, 품종은 멸종된 것으로 간주되고 있다. 비록 비슷한 생김새의 무작위 고양이들이 오늘날 발견될 수 있지만, 혈통이 없는 고양이들은 요크 초콜릿 고양이가 아니다.
이탈리아에서는 2003년에 국제 요크 초콜릿 연맹(IYCF)이 설립되었다. 이 사이트는 이제 인터넷 보관소에서만 찾을 수 있으며, 그 이후로 휴면 상태가 되었다. IYCF는 독일 고양이 연맹 유럽(FFE)/바이에른 고양이 애호가 협회(BCFA)와 제휴하여 2004년에 표준(색상 정보 제외)을 발표하였다. 러시아 세계 펠리놀로지 연맹(WFF)과의 제휴를 주장했지만, WFF은 요크 초콜릿을 품종으로 인정하지 않았다.

## 특징
요크 초콜릿은 매우 친근한 성품을 가진 품종으로 훌륭한 실험 품종으로서 인정을 받았다.  그들은 껴안는 것을 좋아한다. 그들은 영리하고, 활기차고, 호기심이 많고, 행복하게 주인을 따라다닌다고 묘사되었다. 그들은 인간의 좋은 동료이면서 좋은 사냥꾼이기도 하다. 그들은 때때로 수줍음을 탄다.